# خافي فينتا
خافي فينتا (بالإسبانية: Javi Venta)‏ (مواليد 13 ديسمبر 1975 في أوفييدو - إسبانيا) لاعب كرة قدم إسباني يلعب حاليا لصالح نادي الدرجة الأولى فياريال الإسباني منذ 1999 في مركز الظهير الأيمن .

## روابط خارجية
- خافي فينتا على موقع قاعدة بيانات كرة القدم.إي يو (الإنجليزية)
- خافي فينتا على موقع Soccerbase.com (لاعب) (الإنجليزية)
- خافي فينتا على موقع Soccerway.com (الإنجليزية)
- خافي فينتا على موقع كووورة
- خافي فينتا على موقع AS.com (الإسبانية)